# هانك إدواردز
هانك إدواردز (بالإنجليزية: Hank Edwards)‏ هو لاعب كرة قاعدة أمريكي، ولد في 29 يناير 1919 في إيلموود في الولايات المتحدة، وتوفي في 22 يونيو 1988 في آناهايم في الولايات المتحدة.

## وصلات خارجية
- هانك إدواردز على موقعبيزبول رفرنس.كوم (الدوري الرئيسي) (الإنجليزية)
- هانك إدواردز على موقعبيزبول رفرنس.كوم (الدوري الثانوي) (الإنجليزية)